# Fininvest
Fininvest S.p.A. (скорочено від італ. Finanziaria Investimenti) — італійська холдингова компанія, засновником якої був Сільвіо Берлусконі. Володіючи однією з найбільших груп в галузі інформації та зв'язку у світі, є одним з найбільших медіахолдингів світу.